# 1826 en droit
Cet article présente les faits marquants de l'année 1826 en droit.

## Événements
- Japon : à Edo, le shogunat Tokugawa interdit aux samouraïs de louer leurs résidences particulières à de riches marchands pour maintenir les hiérarchies sociales.

### Juin
- 10 juin, Empire russe : loi d’airain. Renforcement de la censure (assouplissements en 1828). IIIe section, dirigée par Benckendorff (police politique et corps de gendarmes).

### Juillet
- 26 juillet : un instituteur déiste est pendu à Valence par une junta de fé. C’est la dernière victime de l’Inquisition en Espagne.

### Novembre
- 23 novembre : traité britannico-brésilien : le Brésil s’engage à abolir le trafic des esclaves dans les trois ans, mais les importations clandestines restent élevées.